# Farah (provins)

Farahs distrikt

Farah (persiska och pashto: فراه) är en av Afghanistans 34 provinser, (wilayat).  I Farah bor cirka 925 016 personer. Provinshuvudstad är Farah. De flesta invånare är pashtuner.

## Administrativ indelning
Provinsen är indelad i 11 distrikt.
- Anar Dara
- Bakwah
- Bala Buluk
- Farah
- Gulistan
- Khak-e Safed
- Lash wa Juwayn
- Pur Chaman
- Pusht Rud
- Qaleh-ye Kah
- Shib Koh